# Diaphorus versicolor
Diaphorus versicolor är en tvåvingeart som beskrevs av Van Duzee 1932. Diaphorus versicolor ingår i släktet Diaphorus och familjen styltflugor.
Artens utbredningsområde är Texas. Inga underarter finns listade i Catalogue of Life.